# 乙支展望台
座標: 北緯38度19分42秒 東経128度07分35秒 / 北緯38.32827916916909度 東経128.12642302318673度

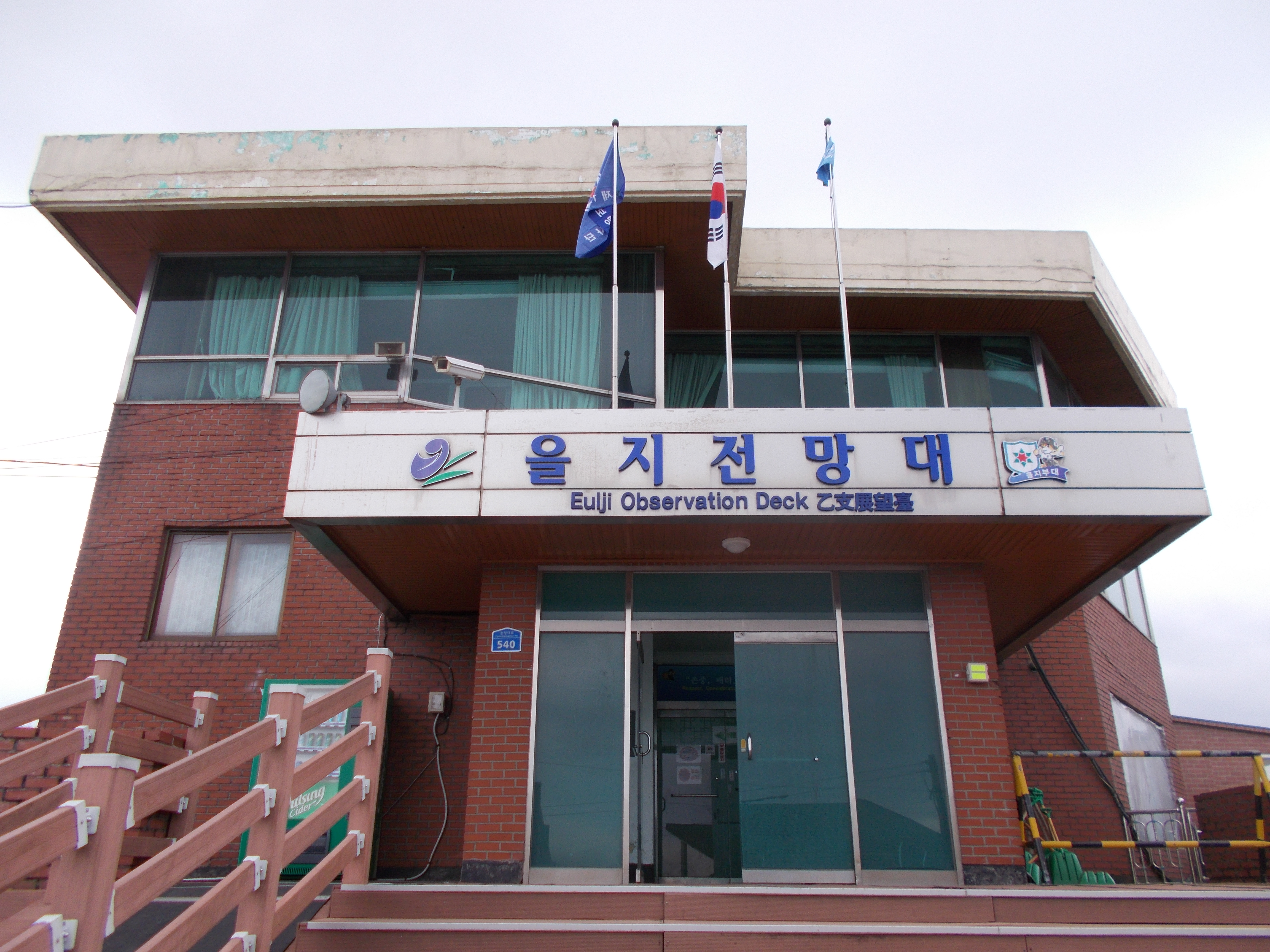
乙支展望台

乙支展望台（ウルチチョンマンデ、을지 전망대）は、韓国江原特別自治道楊口郡亥安面にある、軍事境界線を挟んで南側から北朝鮮を望む展望台である。

## 概要
1998年一般開放。1990年には付近で南侵第4トンネルが発見されており、後に両者を結ぶ安保観光道路が開設された。
内部から全面ガラス張りで北朝鮮側を一望でき、望遠鏡の他望遠カメラによるディスプレイ鑑賞で、ズームアップした北側の哨戒所での北朝鮮兵の姿などを観覧できる。
なお北側は撮影禁止だが、背面の南側一帯の亥安盆地の景観は絶景といえる。

## アクセス
一般旅行者は楊口シティツアーのパンチボウルコース（南侵第4トンネルとセット）へ事前申し込み。毎週日曜開催されており、冬期には最少催行人数が設定されている。出発地は春川駅1番出口前観光案内所。
乗用車は亥安面にある統一館で入域申告。月曜は休館。